# Saltugilia
Saltugilia es un género con cinco especies de plantas con flores perteneciente a la familia Polemoniaceae. 

## Especies
- Saltugilia australis (H.Mason & A.D.Grant) L.A.Johnson
- Saltugilia caruifolia (Abrams) L.A.Johnson
- Saltugilia grinnellii (Brand) L.A.Johnson
- Saltugilia latimeri T.L.Weese & L.A.Johnson
- Saltugilia splendens (Douglas ex H.Mason & A.D.Grant) L.A.Johnson